# Ericka Lorenz
Pour les articles homonymes, voir Lorenz.
Ericka Denise Lorenz, née le 18 février 1981 à San Diego, est une joueuse américaine de water-polo.
Avec l'équipe des États-Unis de water-polo féminin, elle est médaillée d'argent aux Jeux olympiques d'été de 2000 et médaillée de bronze aux Jeux olympiques d'été de 2004.